# واگنهاوزن (راینلاند-فالتس)
واگنهاوزن (به آلمانی: Wagenhausen) یک شهر در آلمان است که در کوخم-تسل واقع شده‌است.